# Вассенберг, Эверхард
Эверхард Вассенберг известный также, как Эдуард из Кливии (пол. Ewerhard Wassenberg, лат. Everhardus Wassenbergius) — польско-австрийский историк XVII века, историограф эрцгерцога Леопольда Вильгельма Австрийского и Владислава IV, короля польского и великого князя литовского, до 1634 года продолжавшего пользоваться титулом Великого князя московского.
Обучался в Лёвенском университете. Писал на латинском языке. После опубликования «Florus Germanicus» эрцгерцог Леопольд Вильгельм Австрийский назначил его своим секретарём, а позже библиотекарем и историографом. В 1637 году вместе со двором Цецилии Ренаты Австрийской, ставшей первой супругой короля польского и великого князя литовского Владислава IV, прибыл в Краков.
Э. Вассенберг — автор сочинений: «Gestorum Vladislai IV pars I et II» и «Johannis Casimiri carcer Gallicus» (Данциг, 1664); последнее было издано на польском языке («Więzienie we Francyi Jana Kazimierza»), в переводе Балинского, в Санкт-Петербурге, в 1858 году.
В книге о короле Владислава IV он описал также современные события в России и, между прочим, с уверенностью утверждал, что Лжедмитрий I был царевичем Дмитрием — настоящим сыном царя Ивана IV Грозного.

## Избранные труды
- Humanae vitae scherarun, conditiones hominum et’mores ad amussim repraesentans.
- Florus Germanicus, sive de bello inter inviefissimos imperatores Ferdinandum II et III, et eorum hostes gesto, ab anno 1627—1640 (1610).
- Gestorum Wladislai IV, Poloniae et Succide Regis, pars I principem panegyrice representans, pars II Regem panegyrice repraesentans (1643).
- Serenissimi Johannis Casimiri Poloniarum Sueciaeque Principis, carcer Gallicus ab Everhardo Wassenbergio conscriptus.